# Friedrich Wiggert

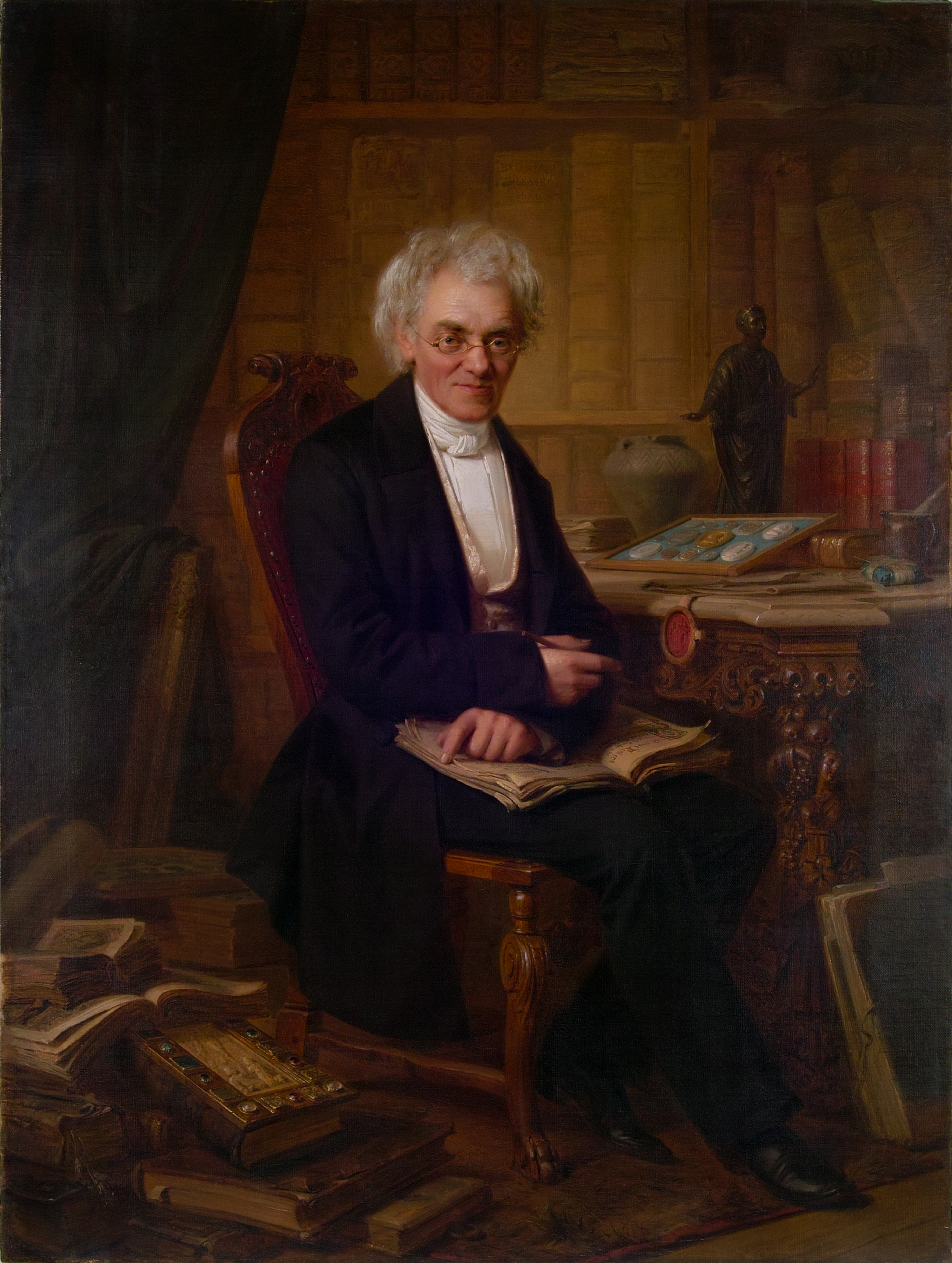
Prof. Dr. Friedrich Wiggert, Ölgemälde von Edmund Wodick, 1861, Kunsthistorisches Museum Magdeburg

Samuel Friedrich Heinrich Wiggert (* 29. Dezember 1791 in Möckern, Königreich Preußen; † 1. Dezember 1871 in Magdeburg, Deutsches Kaiserreich) war ein deutscher Lehrer, Sprachforscher und Historiker. Er leitete das Domgymnasium in Magdeburg von 1848 bis 1860.

## Leben
Friedrich Wiggert war der Sohn eines Kaufmanns in Möckern. Seit 1804 besuchte er das Domgymnasium in Magdeburg. 1810 begann er ein Studium der Evangelischen Theologie in Halle/Saale, wo er auch philologische Vorlesungen hörte, danach studierte er in Berlin. 
1814 wurde er am Domgymnasium als Kollaborator (einfache Lehrtätigkeit) eingestellt. 1821 wurde er dort zum Oberlehrer ernannt, nachdem seine Berufung zum Direktor des Gymnasiums in Soest vom preußischen Ministerium wegen seines jungen Alters abgelehnt worden war. 1835 wurde er zum Professor an der Schule ernannt, 1848 wurde er als Nachfolger von Karl Funk Leiter des Domgymnasiums, zunächst kommissarisch, seit 1849 offiziell. 1860 legte er dieses Amt wegen zunehmender Schwerhörigkeit nieder.
Friedrich Wiggert erwarb sich große Verdienste durch philologische Veröffentlichungen, neben den 1832 erstmals von ihm beschriebenen und nach ihm benannten Wiggertschen Psalmenfragmenten unter anderem die einiger altdeutscher Texte in von ihm entdeckten Handschriften. Er unternahm umfangreiche Forschungen zur frühen Geschichte der Stadt Magdeburg und ihrer Umgebung und publizierte zu numismatischen und anderen Themengebieten. Unter seiner Leitung gewann das Domgymnasium weiter an Ansehen mit zuletzt etwa 500 Schülern.